# 合弁花類
合弁花類（ごうべんかるい, Sympetalae）とは、かつて新エングラー体系で用いられていた双子葉植物の分類群で、主に花弁（花びら）が合着して1枚となるもののグループ。もう1つのグループは離弁花類である。
新エングラー体系では、合弁花植物亜綱（ごうべんかしょくぶつあこう）という分類単位が設けられていた。
一般に合弁花は離弁花より進化の進んだ形態とされる。従って合弁花類は進化系統（系統樹の枝）というよりも進化段階を表すと考えられる。
なお本亜綱は、より新しい分類体系では採用されていないが、直感的にわかりやすいために、一部の教材や図鑑などでも用いられることがある。

## 分類に関して
合弁花類の定義も確定したものではない。例えばウリ科は古くは離弁花類とされたが、新エングラー体系では合弁花類にされ、その後の分類体系ではまた離弁花類に属すグループに近縁とする。
また、ツバキ科には花弁が基部で合生するものがあり、ツツジ科には花弁が離生するものがあるが、これらは花弁以外の特徴からそれぞれ離弁花類・合弁花類に近縁とされたため、それに従って分類されている。（なお、現代ではツバキ科とツツジ科は同じツツジ目に属す程度近縁とされる）
1980年代以降の植物分類（クロンキスト体系など）では合弁花類を分類群として採用していない。
現在最新のAPG植物分類体系では、かつての合弁花類の多くがAsterids（キク類）という系統群に入れられているが、ここにはかつて離弁花類とされていたツバキ科やセリ科、ミズキ科などが入れられる一方、ウリ科やイソマツ科などは外されている。

### 合弁花植物亜綱Sympetalae
新エングラー分類体系
- イワウメ目 Diapensiales
- ツツジ目 Ericales
- サクラソウ目 Primulales
- イソマツ目 Plumbaginales
- カキノキ目 Ebenales
- モクセイ目 Oleales
- リンドウ目 Gentianales
- シソ目 Tubiflorae
- オオバコ目 Plantaginales
- マツムシソウ目 Dipsacales
- キキョウ目 Campanulales

## その他
- 合弁花・離弁花という分類名は、2018年度発行の中学校理科の教科書では用いられていたが、2021年度から施行された指導要領に基づく中学校理科の教科書では、扱われなくなった[1]。